# Rio Porco
O Rio Porco é um curso de água de São Tomé e Príncipe, localizado na ilha do Príncipe. Este curso de água corre para Sul até encontrar o mar próximo da Praia de São Tomé, entre o Promontório das Mamas que se eleva a 251 metros acima do nível do mar e o Rio São Tomé, mas proximidades do Ilhéu Portinho.